# Ein Jude als Exempel (Film)
Ein Jude als Exempel (Originaltitel: Un juif pour l’exemple) ist ein Film aus dem Jahr 2016 von Jacob Berger. Die Handlung beruht auf dem gleichnamigen Roman des Schweizer Schriftstellers Jacques Chessex.

## Handlung
Der Film beginnt im Jahr 1942, mitten im Zweiten Weltkrieg. In Payerne, einem ländlich geprägten Städtchen in der Westschweiz, beschließen ein paar junge Männer zu Hitlers 53. Geburtstag ein Exempel zu statuieren. Sie wollen einen Juden umbringen, um ihre Treue zum Führer unter Beweis zu stellen. Opfer soll der jüdische Viehhändler Arthur Bloch werden.
Nachdem Bloch ermordet und zerstückelt im Neuenburgersee versenkt wurde und der Mantel des Schweigens auf Payerne fällt, springt der Film in die Gegenwart. Denn als Jacques Chessex 2009 seine Aufarbeitung des authentischen Falls in einem Roman veröffentlichte, erlebte er eine unerwartete Hetzkampagne, die er nicht für möglich gehalten hätte und die im Film auch aufgezeigt wird. So entstehen im Film zwei Teile: eine historische Annäherung an den Fall Bloch und die Erkenntnis, dass die dunklen Kapitel der Geschichte viel Zeit brauchen, um verarbeitet werden zu können.
Anachronismen, wie ein modernes Gebäude hinter der Garage des Haupttäters Fernand Ischi, der von einer Karriere als Gauleiter träumt, oder moderne Polizeiuniformen sind kein Versehen der Filmregie, sondern ein bewusster Hinweis darauf, dass sich die Geschichte jederzeit wiederholen kann.

## Kritiken
„Ein mit kleinem Budget und viel Engagement inszenierter Spielfilm, der den historischen Fall mit der zeitlosen Schweizer Befindlichkeit konfrontiert und sich gegen das Vergessen und Verdrängen wendet.“

## Auszeichnungen
Anlässlich des Schweizer Filmpreises 2017 wurde Bruno Ganz für seine Darstellung des Viehhändlers Arthur Bloch als Bester Darsteller ausgezeichnet.